# کای-رو

نماد ساده کای-رو

کای-رو (ΧΡΙΣΤΟΣ) همچنین به عنوان کریسمون شناخته می‌شود) یکی از قدیمی‌ترین اشکال کریستوگرام است که از روی هم قرار دادن دو حرف اول (بزرگ) - chi (خی) و rho (رو) (ΧΡ) - کلمه یونانی ΧΡΙΣΤΟΣ (Christos) تشکیل شده‌است. (مسیح) به گونه ای که حرکت عمودی رو مرکز کای را قطع می‌کند. نماد کای-رو توسط امپراتور روم، کنستانتین یکم (r. 306–337 پس از میلاد) به عنوان بخشی از استاندارد نظامی (وکسیلوم) استفاده شد. استاندارد کنستانتین به عنوان لاباروم شناخته می‌شد.